# Gyalideopsis muscicola
Gyalideopsis muscicola är en lavart som beskrevs av P. James & Vezda. Gyalideopsis muscicola ingår i släktet Gyalideopsis och familjen Gomphillaceae.   Inga underarter finns listade i Catalogue of Life.